# Duke McCurry
Francis Joseph »Duke« McCurry, kanadski poklicni hokejist, * 13. julij 1900, Toronto, Ontario, Kanada, † 8. november 1965, Toronto, Ontario, Kanada.
McCurry je igral na položaju levega krilnega napadalca. V ligi NHL je igral 4 sezoni, vse v dresu moštva Pittsburgh Pirates. McCurry je prav tako igral kanadski nogomet za moštvo Toronto Argonauts od 1922 do 1923. Bil je vsestranski športnik, saj mu pripisujejo, da je bil kapetan več baseballskih ekip, od 1920 do 1922 pa naj bi bil tudi član kanadskega moštva zvezd v lacrossu. Leta 1916 je postal tudi kanadski prvak v boksu velterske kategorije.

## Hokejska kariera
Kot mladinec je igral hokej na ledu v Torontu za moštvo Toronto Canoe Club in ga z 21 zadetki in 32 točkami na 12 tekmah povedel do pokala Memorial Cup. 
Od 1923 do 1925 je igral za amatersko moštvo Pittsburgh Yellow Jackets v ligi United States Amateur Hockey Association. Septembra 1925 so Yellow Jacketsi postali NHL moštvo Pittsburgh Pirates in McCurry je podpisal pogodbo z njimi. Za Piratese je igral nadaljnja tri leta, a se je zdelo, da sčasoma izgublja svoje strelske sposobnosti. V klubu so se odločili, da ga leta 1929 prodajo moštvu Montreal Maroons. McCurry pa se namerno ni javil v Montreal in je bil prisiljen presedeti celotno sezono. Čeprav je bilo jasno, da ga ne želijo pri Piratesih, je vzljubil mesto Pittsburgh in podpisal pogodbo s tedaj že profesionalnimi Pittsburgh Yellow Jacketsi, ki so delovali v ligi International Hockey League. Hokejsko kariero je končal leta 1931. 
Po koncu športne kariere je postal zdravnik. Preselil se je v Pittsburgh in deloval kot zobozdravnik, dokler se ni v 30. letih vrnil v Toronto. Umrl je leta 1965 v bolnišnici St. Michael's Hospital v Torontu.

### Pregled hokejske kariere
Odebeljeno - reprezentančni nastopi, glej tudi Statistika pri hokeju na ledu.
| Moštvo                    | Liga    | Sezona |    | Redni del | Redni del | Redni del | Redni del | Redni del | Redni del |   | Končnica | Končnica | Končnica | Končnica | Končnica | Končnica |
| ------------------------- | ------- | ------ | -- | --------- | --------- | --------- | --------- | --------- | --------- | - | -------- | -------- | -------- | -------- | -------- | -------- |
| Moštvo                    | Liga    | Sezona | OT | G         | P         | T         | +/-       | KM        | OT        | G | P        | T        | +/-      | KM       |          |          |
| Toronto De La Salle       | OHA-Ml. | 17/18  |    |           |           |           |           |           |           |   |          |          |          |          |          |          |
| Parkdale Canoe Club       | OHA-Ml. | 18/19  |    |           |           |           |           |           |           |   |          |          |          |          |          |          |
| Toronto Canoe Club        | OHA-Ml. | 19/20  |    | 6         | 4         | 3         | 7         |           |           |   |          |          |          |          |          |          |
| Toronto Canoe Club        | M-Cup   | 19/20  |    |           |           |           |           |           |           |   | 12       | 21       | 11       | 32       |          |          |
| Timmins AC                | NOHA    | 20/21  |    |           |           |           |           |           |           |   |          |          |          |          |          |          |
| Timmins AC                | NOHA    | 21/22  |    |           |           |           |           |           |           |   |          |          |          |          |          |          |
| Toronto Argonauts         | OHA-Sr. | 22/23  |    | 12        | 7         | 6         | 13        |           |           |   |          |          |          |          |          |          |
| Pittsburgh Yellow Jackets | USAHA   | 23/24  |    | 20        | 6         | 0         | 6         |           |           |   | 13       | 4        | 0        | 4        |          |          |
| Pittsburgh Yellow Jackets | USAHA   | 24/25  |    | 37        | 6         | 0         | 6         |           |           |   | 8        | 2        | 0        | 2        |          |          |
| Pittsburgh Pirates        | NHL     | 25/26  |    | 36        | 13        | 4         | 17        |           | 32        |   | 2        | 0        | 2        | 2        |          | 2        |
| Pittsburgh Pirates        | NHL     | 26/27  |    | 33        | 3         | 3         | 6         |           | 23        |   |          |          |          |          |          |          |
| Pittsburgh Pirates        | NHL     | 27/28  |    | 44        | 5         | 3         | 8         |           | 60        |   | 2        | 0        | 0        | 0        |          | 0        |
| Pittsburgh Pirates        | NHL     | 28/29  |    | 35        | 0         | 1         | 1         |           | 4         |   |          |          |          |          |          |          |
|                           |         | 29/30  |    |           |           |           |           |           |           |   |          |          |          |          |          |          |
| Pittsburgh Yellow Jackets | IHL     | 30/31  |    | 36        | 8         | 3         | 11        |           | 42        |   | 6        | 0        | 0        | 0        |          | 0        |
| Skupaj                    |         |        |    | 259       | 52        | 23        | 75        |           | 161       |   | 43       | 27       | 13       | 40       |          | 2        |